# 南米珍道中
『南米珍道中』（なんべいちんどうちゅう、Road to Rio）は、1947年のミュージカルコメディ映画。ビング・クロスビー、ボブ・ホープ、ドロシー・ラムーアが主演する「珍道中シリーズ」の第5作目である。監督はノーマン・Z・マクロード。パラマウント・ピクチャーズ製作。

## キャスト
※括弧内は日本語吹替（初回放送1964年3月4日『テレビ名画座』）
- スキャット・スウィーニー：ビング・クロスビー（勝田久）
- ホット・リップス・バートン：ボブ・ホープ（柳沢真一）
- ルシア・マリア・デ・アンドラーデ：ドロシー・ラムーア（北里深雪）
- キャサリン・ベール：ゲイル・ソンダガード
- ナイトクラブのパフォーマー：マルキータ・リベラ（英語版）
- ジェリー・コロンナ
- アンドリューズ・シスターズ

## スタッフ
- 監督：ノーマン・Z・マクロード
- 製作：ダニエル・デア
- 原作・脚本：エドモンド・ベロイン、ジャック・ローズ
- 撮影：アーネスト・ラズロ
- 音楽監督：ロバート・エメット・ドーラン
- 音楽：ジェームズ・ヴァン・ヒューゼン